# Tisona saladillensis
Tisona saladillensis is een vlinder uit de familie Nymphalidae. De wetenschappelijke naam van de soort is voor het eerst geldig gepubliceerd in 1911 door Eugenio Giacomelli.